# Робітничий університет Парижу
Робітничий університет Парижу (l'université Ouvrière de Paris або Universidad Obrera de París) — навчальний заклад. Заснований 1932 року групою професорів-викладачів марксизму, що намагались пояснити використання фізичної праці з точки експлуататорської зору капіталізму. Університет було розпущено за нацистської окупації Франції 1939 року.
Серед вчителів, які організували університет, були: Жорж Політзер (1903—1942), Жак Декур (1910—1942) і Ґабрієль Пері (1902—1941).